# Gustav Schmoll (Architekt, 1872)
Gustav Schmoll genannt Eyssenwerth (* 10. September 1872 in St. Johann (Saar); † 12. Januar 1946) war ein deutscher Architekt und Mitglied der Stadtverordnetenversammlung in Saarbrücken.

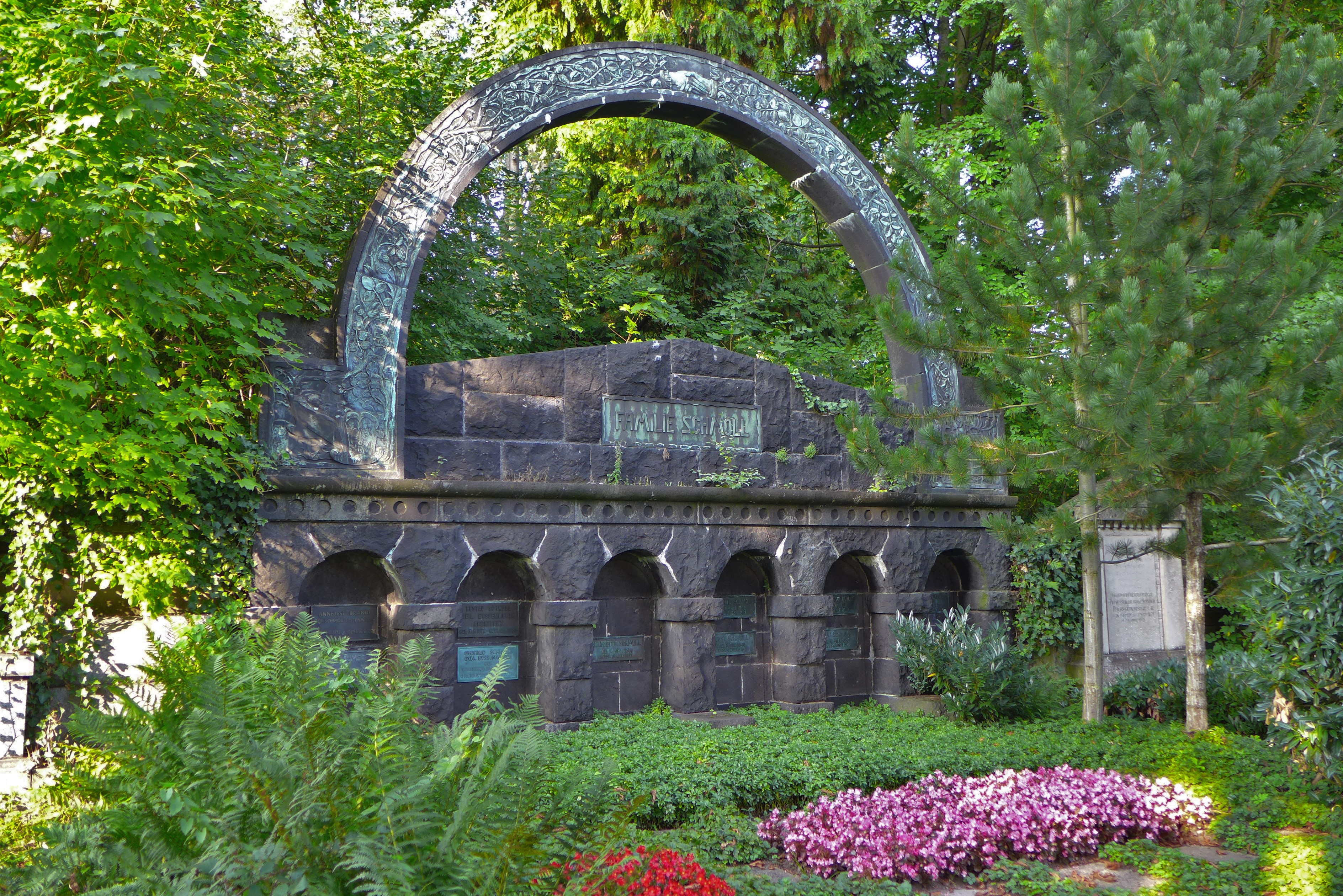
Grabmal der Familie Schmoll auf dem Alten Friedhof St. Johann

## Leben
Sein Vater war der gleichnamige Saarbrücker Architekt Gustav Schmoll (1840–1904). Gustav Schmoll studierte von 1891 bis 1894 Architektur in Berlin, dann in München und später wieder in Berlin. Er arbeitete von 1894 bis 1896 als Architekt in Karlsruhe, u. a. zusammen mit dem bedeutenden Architekten und Hochschullehrer Carl Schäfer. 1896–1904 war Schmoll Mitarbeiter im Büro des Bauunternehmers Jakob Heilmann und des Architekten Max Littmann (Heilmann & Littmann) in München. 1904 kehrte er zurück nach St. Johann.
Von Schmoll stammen die Pläne für mehrere bedeutende und heute denkmalgeschützte Bauten im Saarbrücker Stadtteil St. Johann aus dem ersten Jahrzehnt des 20. Jahrhunderts, darunter besonders bedeutend die Anbauten im Rahmen der Restaurierung der katholischen Pfarrkirche St. Johann.

## Werke
Mehrere unter Denkmalschutz stehende Bauten im Saarbrücker Stadtteil St. Johann:
- Familiengrabmal Schmoll auf dem Friedhof St. Johann, 1904
- St. Johanner Markt 24, Erweiterung eines Wohnhauses aus dem 18. Jahrhundert, heute Stadtgalerie Saarbrücken, 1904
- Lessingstraße 6, Villa, 1905
- Katholisch-Kirch-Straße 26, im Rahmen der Restaurierung der katholischen Pfarrkirche St. Johann Bau einer oktogonalen Sakristei an der Außenseite des Chores, einer seitlichen Wandelgalerie und einer Umfassungsmauer, alles im Jugendstil unter Adaption der Formensprache des bestehenden Bauwerkes, 1906/1907
- Gerberstraße 31, katholisches Pfarrhaus und Wandelhalle, ebenfalls um 1907
- Rathausplatz 3, Wohn- und Geschäftshaus, 1908